# Jorkyball
El Jorkyball és una modalitat esportiva de futbol 2 contra 2 que es va crear en els anys 90 sota la influència del futbol i de l'esquaix. Es practica en una pista de 10m x 5m la superfície de la qual està coberta de gespa artificial i les parets són de metacrilat. Per a jugar són necessaris 2 equips composts de 2 jugadors cadascun; l'objectiu del joc és marcar gol en la porteria contrària i per a això és possible servir-se de les parets de la pista.

## Història
Jorkyball va ser inventat per Gilles Paniez en 1987 en un garatge de Lió, França. Durant tres anys es va jugar en una sola pista a França i es va exportar a Itàlia en 1990, on s'han instal·lat més de 100 pistes. Actualment hi ha 25 pistes a França, 8 a Espanya i 4 a Gran Bretanya, per a un nombre total de més de 150 pistes en tot Europa (el 60% són indoor i el 40% outdoor).
Actualment, Jorkyball està present a França, Itàlia, Mèxic, Portugal, Anglaterra i ara a Espanya. L'Associació Futbol a 2 - Jorky Ball Espanya va néixer en 1998 i és membre de la Federació Internacional de Jorkyball Associations (FIJA), l'òrgan de govern mundial.

## Regles de joc
- El Jorkyball és un esport la idea fonamental del qual és l'esperit d'equip i el joc net (Fair Play).
- El Jorkyball és un esport en el qual està prohibit tota mena de contacte.
- Es considera falta tot contacte, les entrades per darrere, el joc perillós i tot gest antiesportiu.
- Un partit acaba quan un dels 2 equips guanya 3 de 5 sets.
- Cada set, a excepció del 5è, conclou quan un equip marca 7 gols.
- Sempre que el 5è set sigui necessari, cal guanyar amb 2 gols de diferència (ex: 7-5).

### Defensor
- És qui fa el servei posant el baló dintre de l'àrea.
- Cada vegada que el davanter del mateix equip treu una falta, ha d'estar pegat a la seva porteria.
- Si treu el contrari, es col·loca a la seva àrea de servei.
- No pot passar la línia central sense baló, si no, falta contra ell.
- No pot dur el baló més enllà de la línia de penal del contrari, si no, falta contra ell.
- Mai ha de bloquejar el baló, si no, falta contra ell.
- Pot marcar un gol en qualsevol moment del partit, ajudant-se de les parets o ajudant-se del sostre (ex: en el servei).
- En el següent set, pas obligatòriament a ser davanter, (no es pot canviar en el transcurs del set).

### Davanter
- En un servei del seu defensa, es col·loca a la seva àrea. No pot quedar-se amb el baló més de 10 segons, si no, falta contra ell.
- És ell el qual llença les faltes i els penals.
- En una falta o en un penal del contrari, es posa pegat a la paret en el camp contrari.
- Pot moure's per tots els costats del camp estalvi en l'àrea contrària.
- Pot marcar en qualsevol moment del partit, ajudant-se de les parets o del sostre.
- En el següent set, pas obligatòriament a ser defensa, (no es pot canviar en el transcurs del set).